# Tomás Sánchez Mesa
Tomás Sánchez Mesa (Algeciras, Cádiz, España; 20 de noviembre de 1993) es un futbolista español. Juega de defensa y su actual equipo es el  [Algeciras CF de la 1ª División de la RFEF].

## Trayectoria
Comenzó a jugar al fútbol en las categorías inferiores del Algeciras CF, pasando por el Salesianos Algeciras y AD Taraguilla hasta que fichó por el Cádiz CF en edad cadete. Toda su trayectoria estuvo jugando de extremo izquierda hasta que ascendió al Cádiz CF Juvenil, donde pasó al carril izquierdo de la defensa. Tras dos temporadas en el equipo juvenil cadista, el verano de 2012 ascendió directamente al primer equipo del Cádiz CF, firmando un contrato por cinco temporadas.
Su primera temporada fue bastante habitual en las alineaciones del equipo con los tres entrenadores de esa temporada, primero con Alberto Monteagudo y después con Ramón Blanco y Raúl Agné, a pesar de que se perdió varios partidos por un proceso gripal y molestias en un pie, jugó 24 partidos esa temporada, de los cuales fue titular en 21. 
Su segunda temporada ha sido a nivel personal muy diferente a la anterior, ya que su participación fue casi inédita debido a dos lesiones de larga duración, una en cada rodilla. La primera se produjo en el primer partido de pretemporada de la temporada 2013/14 contra el Arcos CF tras unas molestias anteriores que tenía. Tras varios tratamientos sin dar resultado tuvo que ser operado de la rodilla izquierda a finales de octubre de 2013. No volvió a jugar un partido hasta el 19 de enero de 2014 en el que jugó el segundo tiempo de un partido liguero contra el Algeciras CF sustituyendo a Albert Dalmau que cayó lesionado, partido en el que los amarillos perdieron 2-1. El domingo siguiente volvió a jugar como titular en el Estadio Ramón de Carranza contra el Écija Balompié jugando los primeros 45 minutos, partido que los amarillos ganaron 2-1. Pero apenas volvería a jugar un partido más contra el Arroyo CP, ya que sufrió una lesión similar esta vez en la rodilla derecha. Volvió a ser operado en mayo de 2014 para que pueda empezar la siguiente pretemporada.
En verano de 2020, se compromete con el Club Deportivo Badajoz de la Segunda División B de España para disputar la temporada 2020-21.

## Clubes
| Club                   | País   | Año             |
| ---------------------- | ------ | --------------- |
| Cádiz CF               | España | 2012-2017       |
| CD Toledo              | España | 2017-2019       |
| RB Linense             | España | 2019-2020       |
| Club Deportivo Badajoz | España | 2020-Actualidad |